# NGC 6251
NGC 6251 est une vaste galaxie elliptique située dans la constellation de la Petite Ourse. Sa vitesse par rapport au fond diffus cosmologique est de 7 371 ± 22 km/s, ce qui correspond à une distance de Hubble de 108,7 ± 7,6 Mpc (∼355 millions d'al). NGC 6251 a été découverte par l'astronome germano-britannique William Herschel en 1802.
À ce jour, une mesure non basée sur le décalage vers le rouge (redshift) donne une distance d'environ 98,800 Mpc (∼322 millions d'al). Cette valeur est à l'intérieur des valeurs de la distance de Hubble. Notons cependant que c'est avec la valeur moyenne des mesures indépendantes, lorsqu'elles existent, que la base de données NASA/IPAC calcule le diamètre d'une galaxie et qu'en conséquence le diamètre de NGC 6251 pourrait être d'environ 61,7 kpc (∼201 000 al) si on utilisait la distance de Hubble pour le calculer.

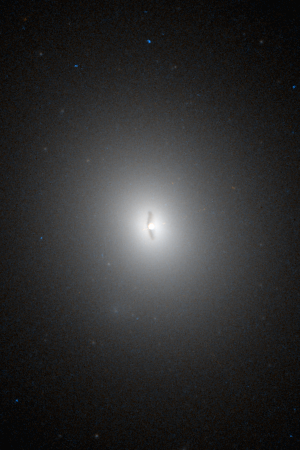
légende

Selon une étude publiée en 2008 par Focardi, Zitelli et Marinoni, les galaxies NGC 6251 et NGC 6252 forment une paire de galaxies spirales (E+S?).

## Caractéristiques

### Une radiogalaxie active

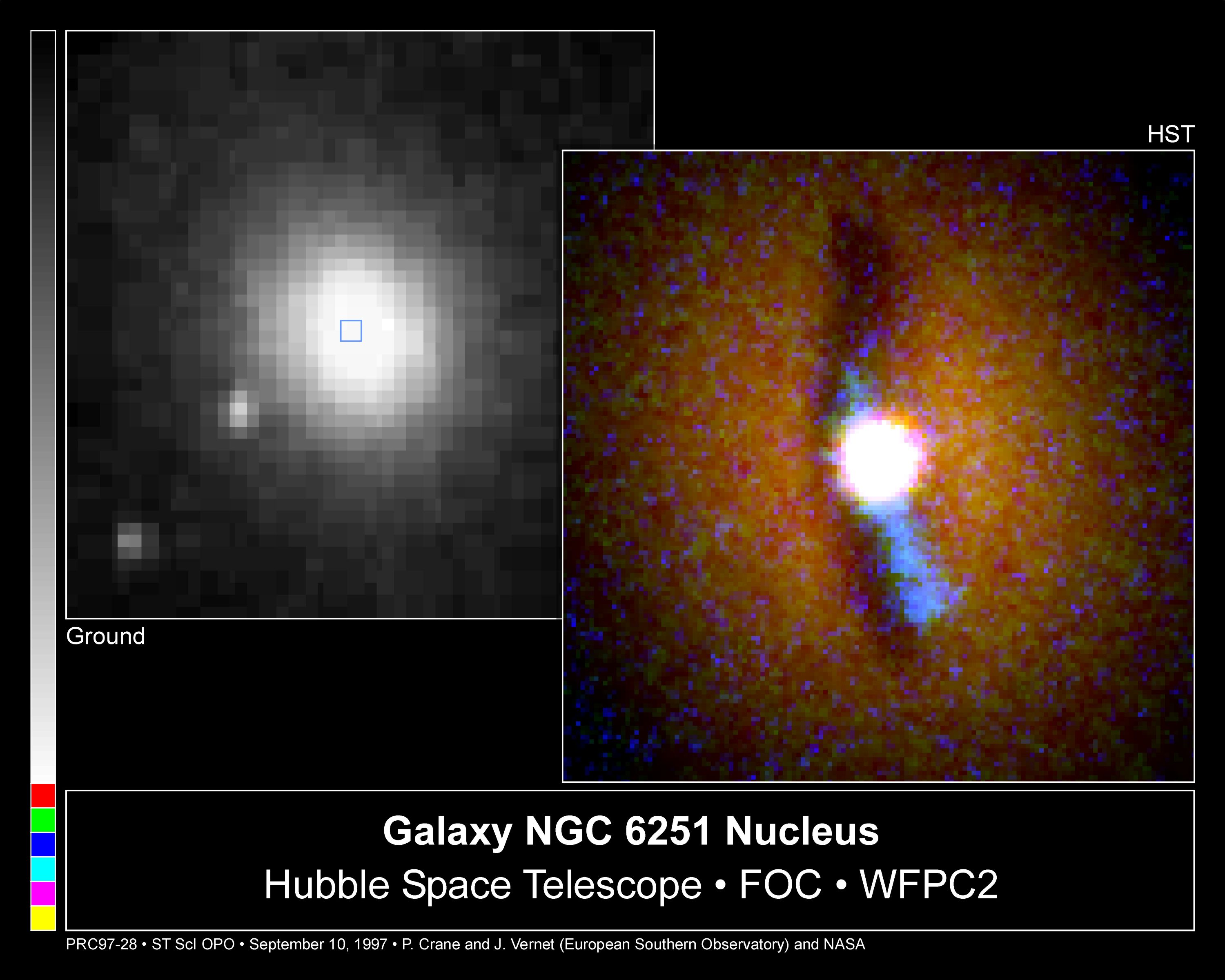
À droite, image du jet d'émission radio près du cœur de la galaxie active NGC 6251 par le télescope spatial Hubble.

NGC 6251 est une galaxie active de type Seyfert 2. C'est aussi une radiogalaxie à faible intensité d'excitation (LERG, low-excitation radio galaxy) de type FR1, c'est-à-dire que le maximum d'intensité du double jet des émissions radio est plus proche du noyau que de ses extrémités. L'un des côtés du double jet découvert en 1977 est beaucoup plus brillant que l'autre.
Cette galaxie pourrait être associée à la source de rayons gamma 3EG J1621+8203, qui émet des rayons gamma de haute énergie.

### Trou noir supermassif
Selon une étude réalisée auprès de 76 galaxies par Alister Graham en 2008, le bulbe central de NGC 6251 renferme un trou noir supermassif dont la masse est estimée à 5,9+2,0
−2,0 x 108 {\displaystyle M_{\odot }}.